# 上山勘太郎 (16代)
16代上山 勘太郎（うえやま かんたろう、前名・英夫、1899年〈明治32年〉11月3日 - 1984年〈昭和59年〉1月8日）は、日本の実業家。大日本除虫菊会長を務めた。大日本除虫菊の創業者上山英一郎の三男。同社会長を務めた上山英介の実父、同じく会長を務めた上山直武の養父。

## 経歴
和歌山県有田郡保田村山田原出身。上山英一郎の三男、十五代勘太郎、英三の弟である。
1924年、京都帝国大学経済学部卒業。日本勧業銀行に入り、検査役・鑑定役・大阪支店副支配人などを歴任し、1938年、退職して大日本除虫菊会社副社長に就任。1943年、勘太郎を襲名し第3代社長に就任。1981年、会長に就任。

## 人物
1932年、分家した。趣味はゴルフ、読書、茶道。大阪府豊中市桜塚・同市岡町錦通三丁目、東京牛込区（現新宿区）市谷鷹匠町、兵庫県西宮市霞町などに居住した。宗教は浄土宗。
1965年、藍綬褒章を受章。1969年、勲四等瑞宝章授章。著書には、『日本に於ける除虫菊』がある。

## 家族・親族
上山家
- 妻・昌子（1907年 - ?、和歌山県、山口孫七の長女）[2]
- 養子・直武（1924年 - 1997年）[7]
- 長女（直武の妻、1928年 - ）[7]
- 男（1929年 - ）[2]
- 養子・久夫（大日本除虫菊取締役、1932年 - ）[7]
- 二女（久夫の妻、1934年 - ）[7]
- 二男・英介（1937年 - 2015年）[2]

親戚
- 上山市郎兵衛（上山殖産社長、南海水力電気社長、内外除虫菊会長）
- 上山薫（内外除虫菊社長）
- 川勝傳（南海電気鉄道社長・会長）
- 清滝幸次郎（池田銀行頭取）
- 山口孫一（紀陽銀行頭取）
- 山口孫七（紀伊貯蓄銀行頭取）